# Misso
Misso (německy historicky Illingen) je sídlo v estonském kraji Võrumaa, administrativně patřící do obce Rõuge. Nachází se v jihovýchodním cípu Estonska, 38 km jižně od města Võru, přibližně 5 km severně od lotyšských a 5 km západně od ruských hranic. Má necelé tři stovky obyvatel. Prochází jím evropská silnice E77.